# Präfektur Danyi
Die Präfektur Danyi ist eine Präfektur in Togo mit 40.240 Einwohnern (Stand: 2022). Sie liegt in der Region Plateaux und grenzt im Norden an die Präfektur Wawa, im Nordosten an die Präfektur Amou, im Osten an die Präfektur Kpélé und im Süden an die Präfektur Kloto, die alle ebenfalls in der Region Plateaux liegen, sowie im Westen an Ghana. Verwaltungssitz ist Danyi-Apéyémé.
Die Präfektur Danyi ist in den 1990er Jahren gebildet worden. Zuvor war das Areal ebenso wie die zeitgleich entstandene Präfektur Agou ein Teil der Präfektur Kloto.
Danyi ist in zwei Kommunen mit insgesamt sechs Kantonen unterteilt:
- Danyi 1 mit den Kantonen Danyi-Elavagnon, Danyi-Kakpa und Yikpa.
- Danyi 2 mit den Kantonen Ahlon, Danyi-Kpéto-Evita und Danyi-Atigba.